# تجربة الحبيبة
تجربة الحبيبة (بالإنجليزية: The Girlfriend Experience)‏ هو مسلسل أنثولوجي دراما أمريكي،تم عرض الموسم الأول المتكون من 13 حلقة في 10 أبريل 2016 من بطولة ريلي كيو.